# Watching from a Distance
Watching from a Distance è un album studio del gruppo musicale inglese Warning.

## Pubblicazione
Nel paese natale del gruppo, Watching from a Distance fu pubblicato nel 2006 in formato CD e doppio CD; quest'ultimo contiene, oltre alle tracce del primo, quelle dei demo Revelation Looms (1996) e Blessed by the Sabbath (1997).
Negli Stati Uniti, invece, fu pubblicato il 26 maggio 2008. Sempre nel 2008, fu distribuito in Germania in formato doppio LP.

## Tracce
1. Watching from a Distance – 12:06
2. Footprints – 7:31
3. Bridges – 11:30
4. Faces – 8:31
5. Echoes – 10:16

## Formazione
- Patrick Walker - chitarra, voce
- Marcus Hatfield - basso
- Stuart Springthorpe - batteria